# Мадараш
Мадараш (мађ. Madaras) је село у Мађарској, јужном делу државе. Село управо припада Бачалмашком срезу Бач-Кишкунске жупаније, са седиштем у Кечкемету.

## Природне одлике
Насеље Мадараш налази у крајње јужном делу Мађарске, уз државну границу са Србијом.
Историјски гледано, село припада крајње северном делу Бачке, који је остало у оквирима Мађарске (тзв. „Бајски троугао”). Подручје око насеља је равничарско (Панонска низија), приближне надморске висине око 115 m. Око насеља се пружа Телечка пешчара.

## Становништво
Према подацима из 2013. године Мадараш је имао 2.903 становника. Последњих година број становника опада.
Претежно становништво у насељу су Мађари римокатоличке вероисповести. Раније је у село била и значајна заједница Немаца.